# Enema of the State
Enema of the State è il terzo album in studio del gruppo musicale pop punk statunitense Blink-182, pubblicato il 1º giugno 1999. Fu l’album di maggiore successo che consacrò la band californiana come la capostipite del punk dell’era moderna. Il disco fu inciso, tra gli altri, agli studi Signature Sound di San Diego e prodotto da Jerry Finn, già con Green Day e Rancid. È il primo album pubblicato con il batterista Travis Barker.

## Descrizione

### Lo stile musicale
L'album vide la luce nel 1999, e venne pubblicizzato per le radio da singoli come What's My Age Again?, Adam's Song e All the Small Things. Il sound è a metà tra quello degli Offspring, più inclini ad introdurre suoni etnici nelle loro canzoni, e i Green Day, che vengono affiancati ai Blink-182 soprattutto per la melodicità di alcune canzoni. Per questo il sound dei blink-182 è più vicino al pop punk (Green Day, Sum 41), che al punk rock più veloce e urlato dei NOFX e dei Rancid.

### I temi
Il principale distacco dei Blink-182 dalla scena punk è rappresentato proprio dai testi: non più denunce contro la corruzione della società, della droga, dei disagi giovanili, né manifestazioni di anarchia, ma successioni di storie che hanno lo scopo di divertire e appassionare, usando espressioni volgari ma esilaranti. Il testo di Adam's Song, brano contro il suicidio, fu scritto da Mark Hoppus basandosi almeno in parte su un fatto realmente accaduto: nel bel mezzo di un tour dei blink-182, Hoppus ricevette un messaggio da parte di un fan in cui ringraziava di cuore la band per quello che gli aveva dato di positivo e diceva addio, perché stava per togliersi la vita a causa della sua depressione. Hoppus scrisse il testo quando venne in seguito a sapere che quel ragazzo si era veramente suicidato poco tempo dopo.

### Dati di vendita
L'album vende oltre 15 milioni di copie in tutto il mondo piazzandosi per oltre un anno nei quartieri alti della classifica Billboard's Top 200.
Il tour estivo della band dello stesso anno toccò i 300.000 biglietti venduti. I Blink-182 arrivarono anche in Italia all'Independent Days Festival, ma le cose andarono male: dovettero abbandonare il palco dopo appena sette pezzi, poiché una parte di pubblico non gradì la scelta di far chiudere il festival alla band e iniziò a lanciare sul palco sassi e bottiglie, rendendo necessario l'intervento delle forze dell'ordine.

## Copertina
La copertina dell'album mostra un'infermiera in abiti succinti mentre indossa un guanto in lattice: è Janine Lindemulder, pornostar statunitense.

## Riconoscimenti
Kerrang! e Rock Sound lo mettono al primo posto tra gli album pop-punk migliori di sempre. Rolling Stone lo mette invece al secondo posto dietro Dookie dei Green Day.

## Tracce
Testi e musiche di Mark Hoppus e Tom DeLonge.
1. Dumpweed – 2:23 (voce principale: DeLonge)
2. Don't Leave Me – 2:23 (voce principale: Hoppus)
3. Aliens Exist – 3:13 (voce principale: DeLonge)
4. Going Away to College – 2:59 (voce principale: Hoppus)
5. What's My Age Again? – 2:28 (voce principale: Hoppus)
6. Dysentery Gary – 2:45 (voce principale: DeLonge/Hoppus)
7. Adam's Song – 4:09 (voce principale: Hoppus)
8. All the Small Things – 2:48 (voce principale: DeLonge)
9. The Party Song – 2:19 (voce principale: Hoppus)
10. Mutt – 3:23 (voce principale: DeLonge)
11. Wendy Clear – 2:50 (voce principale: Hoppus)
12. Anthem – 3:39 (voce principale: DeLonge)

## Formazione
- Mark Hoppus – basso, voce
- Tom DeLonge – chitarra, voce
- Travis Barker – batteria, percussioni

## Classifiche

### Classifiche settimanali
| Classifica (1999-00) | Posizione massima |
| -------------------- | ----------------- |
| Australia            | 4                 |
| Austria              | 6                 |
| Belgio (Fiandre)     | 11                |
| Canada               | 7                 |
| Finlandia            | 23                |
| Francia              | 60                |
| Germania             | 18                |
| Irlanda              | 31                |
| Italia               | 5                 |
| Norvegia             | 31                |
| Nuova Zelanda        | 2                 |
| Paesi Bassi          | 39                |
| Regno Unito          | 15                |
| Stati Uniti          | 9                 |
| Svezia               | 23                |
| Svizzera             | 13                |

### Classifiche di fine anno
| Classifica (1999) | Posizione |
| ----------------- | --------- |
| Australia         | 55        |
| Stati Uniti       | 45        |
| Classifica (2000) | Posizione |
| Australia         | 18        |
| Austria           | 33        |
| Belgio (Fiandre)  | 79        |
| Germania          | 65        |
| Italia            | 16        |
| Nuova Zelanda     | 11        |
| Regno Unito       | 65        |
| Stati Uniti       | 32        |
| Svizzera          | 56        |